# Yasince
Yasince ist ein jesidisches Dorf im Südosten der Türkei. Das Dorf liegt ca. 14 km nordwestlich von Bismil im gleichnamigen Landkreis Bismil in der Provinz Diyarbakır. Der Ort befindet sich in Südostanatolien.